# Músicos cegos

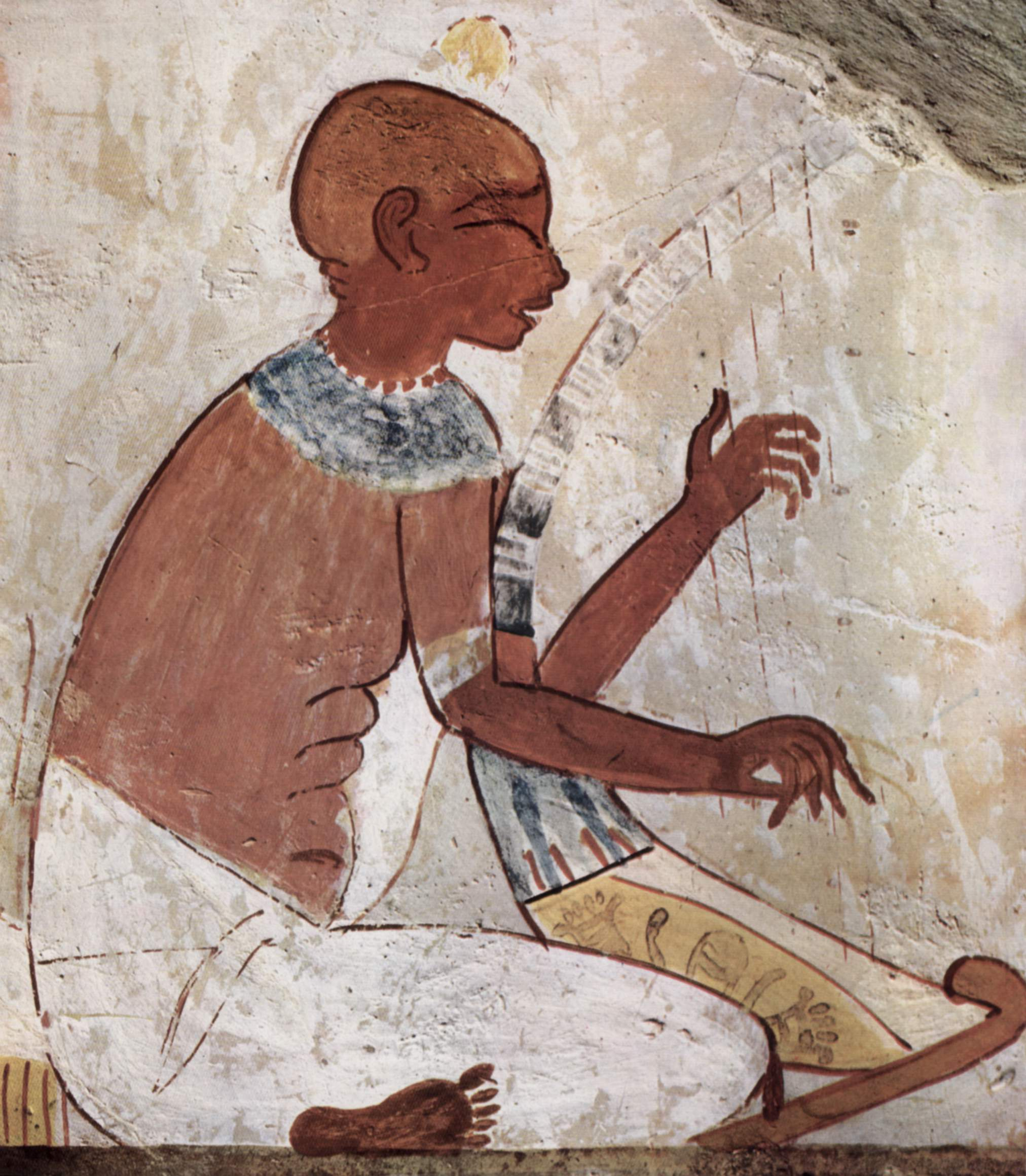
Um harpista cego, do mural da 80ª disnatia do Egito, Século 15 antes de cristo

Músicos cegos são cantores, instrumentistas e compositores que são cegos.

## Descrição
Historicamente, muitos músicos cegos, incluindo alguns famosos, não possuem o benefício da instrução normal, desde então, deste modo o aprendizado conta com extensivo apelo para escrita e leitura da notações musicais. No entanto, hoje há muitos recursos disponíveis para músicos cegos que desejam aprender teoria musical e notação musical. Louis Braille, o homem que criou o método Braille para cegos, também criou um sistema de notação clássica para cegos chamada Musicografia Braille. Estes sistemas permitiu aos cegos que lessem, escrevessem e lecionassem exatamente como este seria escrito. A maior coleção de títulos de musicografia braile se encontra localizado na Biblioteca do Congresso em Washington D.C.. Fora dos Estados Unidos, a mairo coleção se encontra na The National Library for the Blind - NLB (Biblioteca nacional para cegos) na Inglaterra.
A tecnologia da computação juntamente com a internet tornaram possível que a teoria musical fosse ensinada para músicos cegos e pudesse alcançar uma gama maior de músicos e estudantes independentes com acesso a esses arquivos. Na prática, entretanto a maior parte dos programas confiam em interface gráfica do usuário, as quais são de grande dificuldade para os cegos navegarem. Existem um certo progresso na criação de interfaces de leitura/escrita para cegos, especialmente dos sistemas operacionais Windows.
Hoje em dia temos também diversas organizações voltadas para o suporte para músicos cegos. O National Resource Center for Blind Musicians e o The Music Education Network for the Visually Impaired se dedicam para o ensino musical para cegos.

## Imagem
A imagem dos músicos cegos surgem em importantes momentos de diversas culturas, mesmo com a influência limitadas dos cegos para a música. O pensamento de Homero, um poeta cego, teve uma longa influência nas tradições ocidentais, ainda que seus princípios em autenticidades sejam incertos. O lendário sexagenário druida e bardo Gwenc'hlan descreveu após ser aprisionado tendo seus olhos arrancados por recusar a conversão ao cristianismo e cantando até o fim ele não se amedrontou para a morte.
Em seu livro Singer of Tales, Albert Lord demonstrou que na Iugoslávia encontrou diversas história sobre músicos cegos, mas somente um pequeno número de músico cegos são encontrados na atualidade.  Natalie Kononenko obteve uma experiência similar na Turquia, ainda que um dos grandes talentos musicais da Turquia, Ashik Veysel é de fato cego.
A popularidade dos músicos cegos inspirou diversos artistas. John Singer Sargent pintou em 1912 um canvas baseado neste tema, e Georges de La Tour criou uma série de pinturas baseados nessa categoria de músicos cegos.
Robert Heinlein criou um filme de ficção científica usando o tema em "The Green Hills of Earth".

## Pesquisas sobre música e deficiência visual
Estudos recentes sobre música e cegueira se inserem em diversos campos de conhecimento, incluindo medicina, psicologia, antropologia, música e educação musical, entre outros. Na medicina, encontram-se trabalhos que estudam neuroimagens de funções cerebrais de músicos cegos congênitos como evidência da plasticidade cerebral, partindo principalmente das competências de discriminação de tonalidade (ouvido absoluto, ou capacidade musical de reconhecer e identificar notas ou tonalidades ao ouvir um tom ou acorde musical). Hamilton, Pascual-Leone e Schlaug (2004) estudaram 46 cegos que perderam a visão precocemente, dos quais 21 tinham formação musical, comparados a um grupo controle de músicos videntes. A despeito de o treinamento musical dos cegos ter se iniciado mais tardiamente do que a formação musical dos não cegos, 12 sujeitos cegos (57,1%) relataram ter ouvido absoluto, quando tal habilidade se encontra em apenas 20% de músicos videntes, segundo os autores.

## Músicos cegos
- Andrea Boccelli
- José Feliciano
- Tribo de jah
- Ray Charles
- Sara Bentes
- Stevie Wonder
- Kátia
- Mário Jorge Garcia